# حماسه دارن شان
حماسه دارن شان (به انگلیسی: The Saga of Darren Shan) مجموعه داستانی ۱۲ جلدی از دارن شان است. در نسخه فارسی این کتاب، Vampire (خون‌آشام) شبح ترجمه شده است. این کتاب در ژانر حماسی-فانتزی و ترسناک قرار می‌گیرد.

## نام داستان‌ها
این کتاب ۱۲ جلدی به صورت چهار سه‌گانه نوشته شده است:
1. خون شبح: سیرک عجایب، دستیار یک شبح و دخمهٔ خونین
2. آداب شبح:کوهستان شبح، آزمون‌های مرگ و شاهزاده اشباح
3. نبرد شبح: شکارچیان غروب، همدستان شب و قاتلان سحر
4. سرنوشت شبح: دریاچه ارواح، ارباب سایه‌ها و پسران سرنوشت

این مجموعه‌ها در ایران با نام قصه‌های سرزمین اشباح، توسط انتشارات بنفشه منتشر شده است.
البته این کتاب‌ها توسط انتشارات قدیانی به فارسی ترجمه شده و در جلدهای جداگانه (با جلد سیاه) هم چاپ شده‌اند.

## داستان
این رمان در مورد پسری به نام دارن شان است که زندگی معمولی دارد اما طی اتفاقاتی که برایش می‌افتد به سیرک عجایب می‌رود با آقای کرپسلی - وور هورستون - آشنا می‌شود و عنکبوت او را می‌دزدد ولی وقتی عنکبوت بهترین دوستش استیو را نیش می‌زند، مجبور می‌شود برای نجات دوستش، هم آن عنکبوت و هم زندگی انسانی خودش را به آقای کرپسلی بدهد و عضویت در قبیله اشباح را بپذیرد، اما داستان به همین‌جا ختم نمی‌شود و او با - شبح شدن - دشواری‌های تازه‌ای پیدا می‌کند و مجبور به ترک خانه و خانواده‌اش می‌شود، بنابراین همراه آقای کرپسلی روانه کوهستان اشباح می‌شود و به‌طور کلی ماجراهای زیادی برایش پیش می‌آید.
در مدتی که دارن شبح بوده است استیو هم نیمه شبح واره شده است (شبح‌هایی که تمام خون انسان‌ها را می‌مکند و بیرون می‌کشند-آنها را طبق رسوم در خانه نمی‌کشند چون شبح واره‌ها و شبح‌ها قوانین خود را دارند) و در بین آن‌ها ارباب شبح واره‌ها شده. در واقع آقای دیستینی (دیسموند تینی که به معنی سرنوشت است) سالها پیش به شبح‌ها و شبح واره‌ها نوید جنگی را می‌دهد که با آمدن ارباب شبح واره‌ها شروع می‌شود. او به شبح واره‌ها تابوتی از آتش می‌دهد که در شرایط معمولی اگر کسی در ان چند ثانیه بماند می‌سوزد و می‌میرد. وقتی استیو نیمه شبح واره می‌شود به اصرار گانن هارست-یکی از شبح واره ها-داخل تابوت می‌خوابد و بعد از یک دقیقه زنده بیرون می‌آید. طبق پیش بیینی آقای تینی اگر شبح واره‌ها از ارباب استیو حمایت نکند منقرض می‌شوند. آقای کرپسلی دارن را به فرمان آقای تینی نیمه شبح کرده است و تمامی اتفاقاتی مثل شبح شدن دارن و شبح‌واره شدن استیو نقشه آقای تینی بوده-او می‌تواند در زمان سفر کند و حتی به‌وجود آمدن شبح واره‌ها نقشهٔ وی بوده است. در واقع آقای تینی پدر دارن و استیو و آقای تال-رئیس سیرک- و ایوانا-جادوگری پیر- است و آنان را با ژنهای خودش به وجود آورده. طبق افسانه‌ها شبح‌ها یا شبح واره‌ها نمی‌توانند زاد و ولد کنند ولی بچه‌های آقای تینی می‌توانند. او دنبال تاریکی است پس استیو و دارن را در مقابل هم قرار داد تا بفهمد کدامیک قوی تر هستند تا او را ارباب سایه‌ها شود. ارباب سایه‌ها موجودی است که عامل ویرانگری دنیا می‌شود.
دارن با استیو در جلد آخر می‌جنگد و او را می‌کشد. در این موقع آقای تینی نقشه اش را به او می‌گوید و دارن می‌فهمد که با به وجود آمدن ارباب سایه‌ها دنیا ویران خواهد شد؛ بنابراین نقشه آقای تینی را به هم می‌زند و کاری می‌کند که استیو درآخرین لحظه عمرش او را بکشد. سپس به جهنم اشباح یعنی دریاچه ارواح می‌رود. پس از مدتی خواهر جادوگرش (دختر آقای تینی) او را از دریاچه درمی‌آورد. وقتی از دریاچه در می‌آید می‌بیند در آینده یعنی عصر اژدهایان است. خواهرش ایوانا آقای تینی را راضی می‌کند او را به صورت کوتوله‌های آقای تینی به گذشته برگرداند. اما او هم به آقای تینی کلک زده و دفترچه خاطرات دارن را در لباس کوتوله‌ای او گذاشته.
دارن دقیقاً به سیرک عجایب برمیگردد و خودش را فراری می‌دهد تا هیچ وقت آقای کرپسلی را نبیند. به این ترتیب او گناهی مرتکب نمی‌شود. سپس دفترچه خاطرات خود را به برادرش آقای تال (پسر آقای تینی) که رئیس سیرک عجایب است می‌دهد. تمامی رویدادهایی که بعد از شبح شدنش برایش افتاده‌بود در آن دفترچه وجود داشت. سپس او می‌میرد و به بهشت می‌رود.